# Dundreich
Der Dundreich ist ein Hügel der Moorfoot Hills. Er liegt nahe dem Westrand der Hügelkette. Seine 622 m hohe Kuppe befindet sich in der schottischen Council Area Scottish Borders.

## Beschreibung
Der Dundreich erhebt sich rund vier Kilometer nordöstlich von Eddleston und neun Kilometer nördlich von Peebles.
Weniger als einen Kilometer nordöstlich der Hauptkuppe befindet sich eine als Jeffries Corse bezeichnete, 613 Meter hohe Nebenkuppe, die manchmal als eigener Hügel interpretiert wird. Sie markiert die Grenze zwischen den benachbarten Council Areas Scottish Borders und Midlothian. Die Schartenhöhe des Dundreich beträgt 67 Meter. Von den Klassifikationen für britische Berge erfüllt er damit lediglich die Anforderungen eines Donald.

## Umgebung
In südlicher und östlicher Richtung erstreckt sich bis nach Midlothian das Dundreich Plateau. Das rund 286 Hektar umfassende Areal ist seit 1986 als Site of Special Scientific Interest ausgewiesen. In dem Hochmoor finden sich regional seltene Blumen, Moose und Flechten.
Auf der Kuppe des Dundreich sowie nahe der Kuppe Jeffries Corse befinden sich Cairns. Beide sind aufgrund ihrer historischen Bedeutung als Scheduled Monuments denkmalgeschützt.
Entlang der Ostflanke des Dundreich verläuft der North Esk, dessen Quellbäche an den Hängen des Jeffries Corse sowie der umliegenden Hügel Bowbeat Hill, Blackhope Scar und The Kipps entspringen. Vier Kilometer nördlich ist der North Esk zum Gladhouse Reservoir aufgestaut. Vor der Nordwestflanke liegt das Portmore Reservoir. Die nordöstlich und südwestlich benachbarten Hügel tragen denselben Namen (Hog Hill (Scottish Borders), Hog Hill (Midlothian)).